# Asociația Club Sportiv Fotbal Maramureș Comuna Recea
L'Asociația Club Sportiv Fotbal Maramureș Comuna Recea, meglio noto come Comuna Recea, è una società calcistica rumena con sede nella città di Recea. Nel 2020-2021 ha militato nella Liga II, la seconda divisione del campionato rumeno.
La squadra è stata fondata nel 2013 e promossa in Liga III al termine della stagione 2014-2015, dopo lo spareggio promozione contro il Voința Cetate, vincitore del gruppo del distretto di Bistrița-Năsăud. Dopo che entrambe le partite si conclusero con un pareggio, il Comuna Recea ha vinto 5-4 ai rigori ed è stato promosso per la prima volta nella sua storia nella Liga III. Anche se il club è stato fondato nel 2013, sullo stemma del club compare 2015 come anno di fondazione, anno in cui il club è stato legalmente rifondato e ha cambiato denominazione da AS Comuna Recea ad ACSF Comuna Recea.

## Storia
Anche se l'attuale club è stato fondato nel 2013, la storia del calcio di Recea inizia nel 1959, quando fu fondata la Dinamo Săsar, società con sede nel villaggio di Săsar, nel comune di Recea. La squadra era in collaborazione con la Dinamo Bucarest, protagonista di una rapida ascesa, conclusa con la promozione in seconda divisione al termine della stagione 1959-1960. La squadra ha giocato in seconda divisione per due stagioni, prima di retrocedere e non farci più ritorno
L'ACSF Comuna Recea è stato fondato nel 2013 come AS Comuna Recea e venne iscritto alla quarta serie nazionale, la Liga IV, nel girone Sud. Nella prima stagione, il Comuna Recea chiuse al terzo posto dietro la squadra riserve del FCM Baia Mare e lo Speranța Coltău. Nella seconda stagione, il Recenii vinse il proprio girone con quattro punti di vantaggio sul Viitorul Ulmeni, giocando la finale del girone del distretto di Maramureș contro i vincitori del girone Nord, il Bradul Vișeu. La finale venne giocata allo Stadio Viorel Mateianu di Baia Mare e il Recea vinse 2-1 dopo i tempi supplementari, qualificandosi così per lo spareggio promozione in Liga III contro il Voința Cetate, vincitori del distretto di Bistrița-Năsăud. Dopo che entrambe le partite terminarono in parità, ha vinto 5-4 ai rigori ed è stato promosso per la prima volta nella Liga III.
Dopo la promozione, Romulus Buia è stato nominato allenatore della squadra e ha iniziato a produrre buoni risultati, chiudendo al 7º posto (2015-2016), 5º posto (2016-2017) e 2º posto (2017-2018). I progressi della squadra furono confermati durante la stagione 2018-2019, quando a metà stagione il Recea era campione d'inverno della Seria V, davanti a squadre ben più blasonate come il Minaur Baia Mare o il FK Miercurea Ciuc. Nella stagione 2019-2020 (interrotta dopo 16 giornate a causa della pandemia di COVID-19) si classifica al primo posto della Seria V, vincendo poi ai rigori lo spareggio playoff del 9 agosto 2020 contro il Minaur Baia Mare e guadagnando così la prima storia promozione in Liga II.
Nella stagione 2020-2021 chiude al 14º posto della classifica, accedendo così al girone A dei play-out dove arriva al 5º posto. Nello spareggio playout finale contro l'Unirea Slobozia vince in casa la partita di andata (2-0), ma nel ritorno del 22 maggio a Slobozia viene sconfitta 3-0, di cui l'ultima segnata al 93'. La squadra viene dunque retrocessa in Liga III, dopodiché viene sciolta.
Dopo un anno di inattività, la squadra viene rifondata nel 2022 con il nome di Club Sportiv Academica Recea, ricominciando dalla Liga IV.

## Strutture

### Stadio

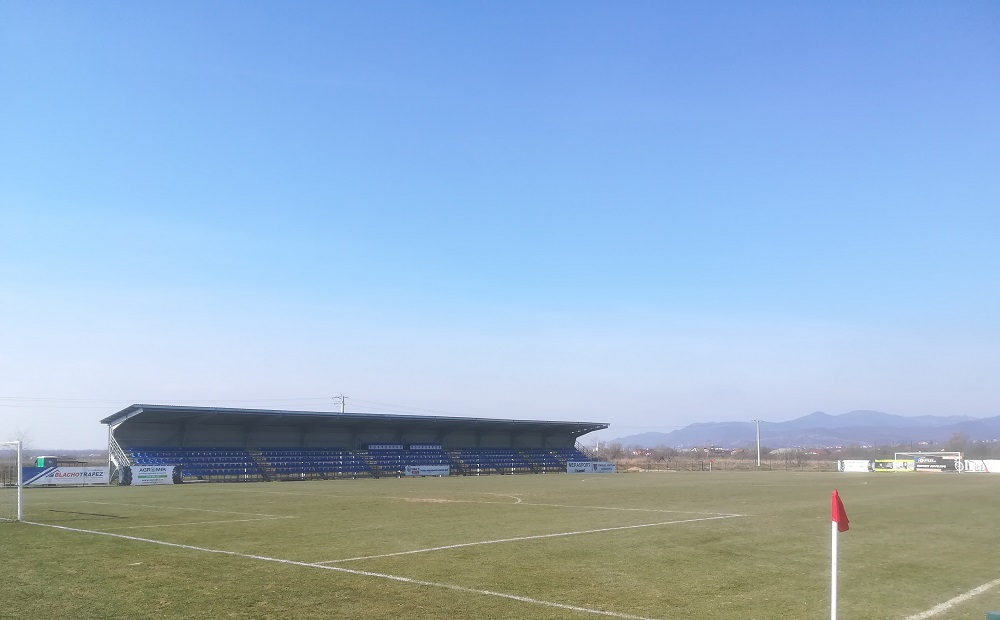
Stadionul Central (Recea)

L'ACSF Comuna Recea gioca le partite casalinghe allo Stadionul Central di Recea. Lo stadio è stato inaugurato il 9 maggio 2018, con una tribuna coperta di 600 posti, un campo in erba e un secondo campo di allenamento. Il costo totale della costruzione è stato di 300.000 euro.
Tra il 2014 ed il 2018, quando lo stadio era in costruzione, i Recenii hanno giocato le partite casalinghe allo stadio comunale del villaggio di Săsar, con una capacità di 100 posti a sedere. Nella stagione 2013-2014, la prima dopo la fondazione, la squadra ha giocato allo stadio del villaggio di Mocira, sempre nel comune di Recea.

## Palmarès

### Club

#### Competizioni nazionali
- Liga III: 1

2019-2020 (girone 5)

## Organico

### Rosa 2020-2021
Aggiornata al 20 marzo 2021.
| N. |                    | Ruolo | Calciatore           |
| -- | ------------------ | ----- | -------------------- |
| 1  | Romania (bandiera) | P     | Alin Bota (capitano) |
| 2  | Romania (bandiera) | D     | Cătălin Jucan        |
| 3  | Romania (bandiera) | D     | Andrei Gal           |
| 4  | Romania (bandiera) | D     | Alin Burdeț          |
| 5  | Romania (bandiera) | D     | Gabriel Oiță         |
| 6  | Russia (bandiera)  | C     | Rassambek Akhmatov   |
| 7  | Romania (bandiera) | D     | Rareș Ispas          |
| 8  | Romania (bandiera) | C     | Ciprian Brata        |
| 9  | Romania (bandiera) | A     | Marius Coman         |
| 10 | Romania (bandiera) | C     | Viorel Chinde        |
| 11 | Romania (bandiera) | C     | Alexandru Mărieș     |
| 12 | Romania (bandiera) | P     | Mihai Marc           |
| 13 | Romania (bandiera) | D     | Florin Cordoș        |

| N. |                      | Ruolo | Calciatore      |
| -- | -------------------- | ----- | --------------- |
| 14 | Romania (bandiera)   | C     | Adrian Micaș    |
| 17 | Romania (bandiera)   | C     | Alin Văsălie    |
| 18 | Romania (bandiera)   | D     | Denis Liheț     |
| 19 | Romania (bandiera)   | A     | Adrian Balha    |
| 20 | Romania (bandiera)   | D     | Milian Urs      |
| 21 | Romania (bandiera)   | D     | Antonio Lung    |
| 22 | Romania (bandiera)   | C     | Paul Szecui     |
| 23 | Argentina (bandiera) | D     | Bryan Mendoza   |
| 25 | Romania (bandiera)   | C     | Alin Fică       |
| 26 | Romania (bandiera)   | C     | Adrian Bura     |
| 27 | Romania (bandiera)   | D     | Marius Potcoavă |
| 29 | Romania (bandiera)   | A     | Paul Batin      |
| 39 | Moldavia (bandiera)  | P     | Dorian Răilean  |